# Umbrella
Umbrella – piosenka stworzona przez Shawna Cartera, Teriusa Nasha i Christophera Stewarta na trzeci studyjny album Rihanny, Good Girl Gone Bad (2007). W piosence gościnnie wystąpił raper Jay-Z.
W wielu częściach Stanów Zjednoczonych singel ten został wydany 28 marca 2007, jednak jego prawdziwa data wydania została ustalona na 29 marca 2007. Światowa premiera piosenki miała miejsce na żywo w nowojorskiej radiostacji Hot 97 i na oficjalnej stronie internetowej Rihanny. W Wielkiej Brytanii po raz pierwszy można ją było usłyszeć w programie Scotta Millsa w Radio 1.
Rihanna pobiła kolejny rekord, zapisując się w historii muzyki. Jej „Umbrella” ponad 10 tygodni utrzymywała się na pierwszym miejscu brytyjskiej listy sprzedaży singli. To pierwszy taki wyczyn od 13 lat, gdy niepodzielnie królował zespół Wet Wet Wet z utworem „Love is All Around”.

## Informacje o singlu
Jest to pierwszy singel Rihanny z jej albumu Good Girl Gone Bad, który został wydany 5 czerwca 2007. Opowiada o dwóch osobach troszczących się o siebie w trudnych chwilach i sytuacjach.
Piosenka ma brzmienie bardziej pop-rockowe niż jej poprzednie hity „SOS”, czy „Pon De Replay”.
Autor piosenki, Terius Nash twierdzi, że wielu artystów odrzuciło propozycję nagrania tej piosenki zanim została ona wykonana przez Rihannę. Do tych artystów należą między innymi Mary J. Blige, Britney Spears czy Akon.
Singel zadebiutował na oficjalnej liście singli w Stanach na 91. miejscu. Premiera teledysku odbyła się 26 kwietnia 2007 na oficjalnej stronie internetowej Rihanny.
Oficjalny remix piosenki zawiera rap amerykańskiej nastolatki Lil’ Mamy zamiast rapu Jay-Z, a drugi remix nazywa się „Cindrella” wykonywany razem z Chrisem Brownem i Jayem-Z.
W 2008 roku Rihanna wraz z Jay-Z odebrali nagrodę Grammy (jest to pierwsza nagroda Grammy Rihanny) za „Umbrellę”. Rihanna również wystąpiła podczas rozdania nagród śpiewając „Umbrellę” oraz „Don’t Stop the Music”.

## Teledysk
Został on nakręcony 13 kwietnia 2007 przez reżysera Chrisa Applebauma.
Premiera klipu odbyła się 26 kwietnia 2007 na stronie internetowej www.thisisrihanna.com. Internauci w USA mogli ściągnąć teledysk za darmo.
Klip rozpoczyna się rapem Jay-Z. Raper stoi w deszczu, a wokół niego znajduje się 6 tancerek ubranych w czarne stroje. Potem Rihanna zaczyna śpiewać w ciemnym, zadymionym pomieszczeniu. Następnie tańczy, podczas gdy strumienie wody tryskają wokół niej. W następnej części teledysku tańczy z tytułowym parasolem ubrana w wyjściowy strój. W klipie można także zobaczyć Rihannę nagą, jej całe ciało pomalowane jest srebrną farbą.
Teledysk dostał pięć nominacji do MTV Video Music Awards 2007. Wygrał jedną, ale najważniejszą – za teledysk roku, Rihanna pojawiła się na gali i odebrała statuetkę.

## Formaty i listy utworów singla
| Lp.                               | Tytuł                                         | Czas |
| --------------------------------- | --------------------------------------------- | ---- |
| Europejski CD Maxi-Singel         |                                               |      |
| 1.                                | "Umbrella" (Radio Edit)                       | 4:17 |
| 2.                                | "Umbrella" (Seamus Haji & Paul Emanuel Remix) | 4:01 |
| 3.                                | "Umbrella" (The Lindbergh Palace Remix)       | 7:52 |
| X.                                | "Umbrella" (Video)                            |      |
| Europejski/Australijski CD Singel |                                               |      |
| 1.                                | "Umbrella" (Radio Edit)                       | 4:17 |
| 2.                                | "Umbrella" (Seamus Haji & Paul Emanuel Remix) | 4:01 |
| Promocyjny CD Singel              |                                               |      |
| 1.                                | "Umbrella" (Non-Rap)                          | 3:47 |
| 2.                                | "Umbrella" (Radio Edit)                       | 4:17 |
| 3.                                | "Umbrella" (Instrumental)                     | 4:37 |
| 4.                                | "Umbrella" (Remix featuring Lil’ Mama)        | 3:10 |

W każdej wersji prócz Non-Rap oraz Remix featuring Lil’ Mama występuje kwestia Jaya-Z
Oficjalne remiksy
1. „Umbrella” (Jody Den Broeder Lush radio edit) – 4:42
2. „Umbrella” (Jody Den Broeder Lush mix) – 9:11
3. „Umbrella” (Jody Den Broeder Destruction radio edit) – 4:26
4. „Umbrella” (Jody Den Broeder Destructive club mix) – 7:56
5. „Umbrella” (Seamus Haji & Paul Emanuel radio edit) – 4:00
6. „Umbrella” (Seamus Haji & Paul Emanuel club remix) – 6:34
7. „Umbrella” (The Lindbergh Palace radio edit) – 3:52
8. „Umbrella” (The Lindbergh Palace remix) – 7:52
9. „Umbrella” (The Lindbergh Palace dub) – 6:46

## Notowania, cotygodniowe, końcowo-roczne i statusy
| Listy (2007)                                           | Najwyższa pozycja | Końcowo roczne | Status     |
| ------------------------------------------------------ | ----------------- | -------------- | ---------- |
| Argentyna (Top 20)                                     | 1                 | –              | –          |
| Australia (ARIA)                                       | 1                 | 3              | Platyna    |
| Austria (Ö3 Austria Top 40)                            | 1                 | 2              | –          |
| Belgia (Ultratop Flandria)                             | 1                 | –              | Platyna    |
| Belgia (Ultratop Walonia)                              | 3                 | –              | Platyna    |
| Brazylia (Brasil Billboard)                            | 1                 | –              | Platyna    |
| Bułgaria (Singles Top 40)                              | 1                 | –              | –          |
| Chile (Top 20)                                         | 3                 | –              | –          |
| Chorwacja (Top liste Otvorenog radija)                 | 1                 | –              | –          |
| Czechy (IFPI)                                          | 1                 | –              | –          |
| Dania (Tracklisten)                                    | 1                 | –              | 2x Platyna |
| European Hot 100 Singles                               | 1                 | –              | –          |
| Finlandia (Suomen virallinen lista)                    | 2                 | –              | Platyna    |
| Francja (SNEP)                                         | 6                 | 46             | –          |
| Hiszpania (PROMUSICAE)                                 | 1                 | –              | 8x Platyna |
| Holandia (Dutch Top 40)                                | 2                 | 8              | –          |
| Irlandia (IRMA)                                        | 1                 | 2              | –          |
| Izrael (Top 20)                                        | 1                 | –              | –          |
| Kanada (Canadian Hot 100)                              | 1                 | –              | 7x Platyna |
| Łotwa (Latvian Airplay Top 50)                         | 1                 | –              | –          |
| Niemcy (Media Control Charts)                          | 1                 | 5              | Platyna    |
| Norwegia (VG-lista)                                    | 1                 | –              | –          |
| Nowa Zelandia (RIANZ)                                  | 1                 | 1              | Platyna    |
| Polska (ZPAV)                                          | 1                 | –              | –          |
| Portugalia (Singles Top 50)                            | 1                 | –              | –          |
| Republika Południowej Afryki (South Africa 5FM Top 40) | 1                 | –              | –          |
| Rosja (Airplay TOP HIT 100)                            | 2                 | –              | –          |
| Rumunia (Romanian Top 100)                             | 1                 | –              | –          |
| Stany Zjednoczone (Billboard Hot 100)                  | 1                 | 2              | 3x Platyna |
| Stany Zjednoczone (Hot Dance Club Songs)               | 1                 | –              | 3x Platyna |
| Stany Zjednoczone (Hot R&B/Hip-Hop Songs)              | 4                 | –              | 3x Platyna |
| Stany Zjednoczone (Pop Songs)                          | 2                 | –              | 3x Platyna |
| Świat (World Singles Top 40)                           | 1                 | –              | –          |
| Szwecja (Sverigetopplistan)                            | 1                 | 9              | –          |
| Szwajcaria (Media Control AG)                          | 1                 | 2              | Złoto      |
| Tajwan (Top 10)                                        | 1                 | –              | –          |
| Węgry (Rádiós Top 40)                                  | 1                 | 11             | –          |
| Węgry (Single Top 10)                                  | 5                 | 11             | –          |
| Wielka Brytania (The Official Charts Company)          | 1                 | 2              | Platyna    |
| Włochy (FIMI)                                          | 3                 | –              |            |

### Notowania dekady
| Listy (2000–2009)                             | Pozycja |
| --------------------------------------------- | ------- |
| Niemcy (Media Control Charts)                 | 72      |
| Stany Zjednoczone (Billboard Hot 100)         | 57      |
| Stany Zjednoczone (Radio Songs)               | 75      |
| Stany Zjednoczone (Digital Songs)             | 27      |
| Stany Zjednoczone (Hot Ringtones)             | 29      |
| Wielka Brytania (The Official Charts Company) | 33      |